# Saola
O saola (Pseudoryx nghetinhensis) é um bovino encontrado no Vietnã e também no Laos. A Reserva Natural de Vu Quang é uma zona semi-protegida para estes animais. O nome saola fuso significa chifres no Vietnã. O nghetinhensis se refere às duas províncias vietnamitas de Nghe An e Ha Tinh, enquanto pseudoryx deriva de pseudo = falso +  órix. No Laos é chamado hmong saht, que significa o animal educado, porque se move silenciosamente através da floresta.

## Habitat e distribuição
Os saolas ocorrem nas florestas dos Montes Annamite de alta altitude, no leste da Indochina seca e nas florestas de monções. Habitam vales íngremes de 300 a 1800 metros acima do nível do mar. Tais regiões são distantes dos assentamentos humanos, cobertas principalmente por plantas arbustivas, mistas e florestas decíduas. A espécie parece preferir zonas da borda dessas florestas.
Saolas habitam florestas de montanha durante a época chuvosa, período em que a água de rios e córregos se torna abundante, e desce para as terras baixas no inverno. Demasiado tímidos,  nunca entram em campos cultivados, assim como não chegam perto de aldeias.
Uma curiosidade: todos os saolas que foram mantidos em zoológicos, até hoje, morreram sem qualquer explicação razoável. Ao que tudo indica, estes animais são extremamente restritos a uma combinação de climas, habitats, e alimentação adequada,  o que ainda não é perfeitamente conhecido, motivo pelo qual é tão difícil cuidar de saolas.

## Descrição
O saola tem aproximadamente 85 centímetros de altura até o ombro e pesa aproximadamente 90 kg. A pelagem é composta de um castanho escuro com uma faixa preta ao longo das costas. Suas pernas são escuras e há manchas brancas nos pés, além de listras brancas na vertical em toda a face, nas sobrancelhas, e manchas no nariz e queixo. Todos saolas têm chifres ligeiramente curvados para trás, que crescem a comumente até metro de comprimento.

As populações locais relatam ter visto saolas viajando em grupos de dois ou três, raramente mais.
Saolas marcam seu território através da abertura de um retalho carnuda no seu focinho para revelar as glândulas odoríferas. Posteriormente esfrega a parte de baixo contra os objetos, deixando um líquido pungente. As glândulas odoríferas dos saolas são relativamente grandes, e maiores que as de outros mamíferos.

### Dieta
Eles comem pequenos vegetais folhosos, especialmente folhas de figueira, que decorre ao longo dos rios. Saolas geralmente vivem em grupos pequenos de menos de cinco animais. O animal parece ter uma dieta de alimentos fáceis de mastigar por apresentar uma arcada dentária relativamente pequena, com dentes menos cortantes.

### População
A área de floresta remanescente que os saolas podem habitar é abrange uma área de 5.000 a 15.000 quilômetros quadrados, porém grande parte dessa faixa já não é habitada pela espécie. O número de subpopulações desse animais gira em torno de, provavelmente, seis a quinze, totalizando um número provável de mais de 50 espécimes. Consequentemente, a população total não atinge 500 animais.
Fruto das investigações formais que têm sido realizadas, estima-se que a população exata seria extremamente difícil de obter-se, devido à dificuldade em conseguir observações diretas na floresta densa (uma dificuldade agravada pela raridade da espécie), o terreno acidentado e à quase inacessibilidade de grande parte do seu habitat . Além disso, Laos, parte habitada pelos saolas, muitas vezes é retido a permissão para conduzir estudos detalhados sobre a espécie em seu território. No entanto, é sabido que as subpopulações são pequenas, bem localizadas e isoladas.
Incidências de um encontro com esse animal é extremamente raro. A primeira fotografia de um Saola na área selvagem foi tirada em 1998 perto de uma fonte mineral no parque National Pu Mat , Vietnam. Poucos meses depois, a espécie foi fotografada novamente em Laos, na Província Bolikhamxay. Outro único método potencialmente confiável de detecção deste animal é através da análise genética das fezes.
Realizadas entrevistas e pesquisas perto das florestas do Parque Nacional Pu Mat, o Vietnã em 1998 e 1999, estimou que cerca de 18 Saolas sobreviveram na área Bong Khe no sudeste da reserva e cerca de oito no Chat Khe e áreas Khe Choang no centro. Em 2003, a pesquisa sugere que esses números tinham sido reduzidos em cerca de 50% em relação ao intervalo de cinco anos, apesar dos esforços das autoridades florestais e outros órgãos responsáveis .
A situação deteriorou-se consideravelmente desde então. A população sobrevivente é muito dispersa e a sua fragmentação está piorando. Números de saolas podem ser tão baixos que podem não mais existir em pouco tempo. Não há Saola conhecido em cativeiro.

### Reprodução
A forma de reprodução deste animal é o amamentamento do ventre materno.O tempo de geração da saola é superior ou igual a nove meses, colocando em desvantagem a conservação do saola (uma vez que fica muito tempo no ventre da materno). A ausência de habitats para o saola, é uma indicação de uma taxa extremamente acelerada de declínio em comparação com outras espécies ou uma intolerância ecológica.
A maioria dos dados sobre a reprodução vem de uma única fêmea grávida do norte do Laos. Cálculos feitos a partir do tamanho do feto feminino presente, juntamente com todos os outros dados até o momento, sugerem que o saola é um reprodutor de temporada, o acasalamento entre finais de Agosto e meados de novembro. Se este for o caso, os nascimentos seria para coincidir com o início da monção, algo em torno de abril, maio e junho no norte do Laos.

## O comércio ilegal
Entrevistas informais com caçadores na Reserva Natural de Pu Huong revelou que 30 saolas foram mortos entre 1995 e 2003. Em algumas aldeias no Vietnã, dez anos antes, os caçadores costumavam matar três saolas por ano. Mas agora, ver um saola é uma raridade extrema. A maioria dos espécimes caçados foram mortos durante o inverno (pelo menos no Vietnã), quando saolas estão em planícies mais acessíveis.
A principal ameaça para sua sobrevivência e reprodução é a caça ilegal, embora seja assim de forma indireta porque o animal não faz parte do lucrativo negócio da venda ilegal ou da demanda da medicina tradicional chinesa.[carece de fontes?]
O desenvolvimento econômico e a expansão da riqueza na região vão provavelmente aumentar a ocupação por humanos na área, e consequentemente a caçada destes animais. Os projetos de desenvolvimento na região citam a pobreza como a principal causa de perda de biodiversidade, mas biólogos apontam com muita certeza que a riqueza da população nas redondezas, e da China (que compra carne), são as principais causas do deslize da população de saolas.

### Conservação no Vietnã
A recente construção da estrada Ho Chi Min através das montanhas Annamite no Vietnã causarão um outro problema por garantir fragmentação do habitat dos saolas, e maior acesso de humanos na área, aumentando o indíce de caça.
O crescimento da população humana nas áreas onde os saola vivem é alto, tanto de nascimentos e migração interna, que irão intensificar as ameaças à espécie.
Saolas são difíceis de (até agora impossível) manter em cativeiro. Cerca de 20 saolas, pelo menos, foram capturados no Vietnã e Laos, e todos morreram pouco depois, com exceção de dois liberados de volta para a vida selvagem .
Manejo de áreas protegidas tem sido largamente ineficaz no intervalo habitável dos saolas já existentes e novas áreas protegidas oferecem pouca esperança para a conservação da espécie. As áreas protegidas na região são normalmente o local de projetos hidrelétricos, construção de estradas e mineração. Como ainda não houve demonstração de medidas eficazes contra a caça em qualquer área no intervalo do saola, podem ser susceptíveis de se tornarem eficazes dentro dos próximos cinco anos, na melhor das hipóteses.
Em 2000, os chifres comercializados como pertencentes ao saola, que são muito raros eram oferecidos para venda, em Hanói, no Vietnã por 600 dólares cada um.

### Conservação em Laos
Os esforços para dar início às atividades de conservação Saola no Laos têm recebido pouco apoio do governo e, em alguns casos têm sido ativamente bloqueada. As razões para isto não são claras, mas pode ser devido ao medo de diminuição de atividades madeireiras e desenvolvimento da produção hidroelétrica.
Em resumo, a caça intensa e uma multidão de exacerbar as pressões sobre os saolas estão aumentando e as evidências indicam que a espécie, que é naturalmente rara e restrita, está em um grande declínio. A tendência é susceptível de provocar a extinção de saola no futuro previsível.

## Proteção do Saola
Um dos mamíferos mais enigmáticos do mundo, o Saola (Pseudoryx nghetinhensis), poderia estar à beira da extinção, segundo um grupo de peritos que realizaram uma reunião de emergência no Laos para tentar salvar o animal.

O Saola, que só foi descoberto para o mundo da ciência em 1992, lembra o antílopes do deserto da Arábia, mas é mais estreitamente relacionadas ao gado selvagem. Ele vive nos vales remotos dos Montanhas Anamitas, junto à fronteira do Laos e Vietnã.

Os números dos Saolas parecem ter diminuído drasticamente desde a sua descoberta em 1992, quando já era raro e restrito a um pequeno grupo.
Os Saolas raramente tem sido visto ou fotografado, e tem sido difícil manter-se vivo no cativeiro. Nenhuma desses animais são encontrados em qualquer jardim zoológico, em qualquer lugar do mundo. Sua população no mundo atual não passa de centenas de animais.

O Saola é listado como Criticamente Ameaçado na Lista Vermelha da IUCN, o que significa que enfrenta "um risco extremamente elevado de extinção na natureza". Com nenhum desses nos jardins zoológicos e quase nada sabe sobre como a sua manutenção em cativeiro, a extinção na natureza significaria a sua extinção em toda parte, sem possibilidade de recuperação e reintrodução dele em qualquer outro local.
O Saola é ameaçado principalmente pela caça. A caça com cães, dos quais o Saola é especialmente vulnerável, é a principal ameaça direta à espécie.

O Saola não pode ser salvo sem remoção dos caçadores e redução da caça com cães em áreas das florestas Anamitas. Melhoria dos métodos para detectar Saola no estado selvagem e monitoramento de rádio para compreender as necessidades do animal de conservação são necessários, de acordo com muitos biólogos.

Além disso, é preciso haver mais consciência no Laos, Vietnã e da comunidade mundial de conservação do estado perigoso da espécie e marcadamente maior apoio dos doadores para a conservação Saola.